# Richard Preston (Schriftsteller)
Richard Preston (* 5. August 1954 in Cambridge, Massachusetts) ist ein US-amerikanischer Schriftsteller.

## Leben und Karriere
Richard Prestons jüngerer Bruder Douglas ist ebenfalls Schriftsteller.
Preston studierte am Pomona College im kalifornischen Claremont und graduierte summa cum laude in Englisch. Anschließend studierte er an der Princeton University, wo er 1983 seinen Doctor of Philosophy machte. Während des Studiums nahm er an dem Kurs The Literature of Fact teil, welcher von seinem Landsmann und Schriftstellerkollegen John McPhee gehalten wurde. Dieser Kurs über das Schreiben nichtfiktiver Bücher ebnete Prestons Weg zu seiner späteren Schriftsteller-Karriere.
Für sein erstes Buch First Light erhielt Preston 1988 vom American Institute of Physics den Science Writing Award. 
Preston ist verheiratet und hat drei Kinder.

## Trivia
Der Asteroid (3792) Preston ist nach Preston benannt.

## Werke
- 1987: First Light (Das erste Licht)
- 1991: American Steel
- 1995: The Hot Zone: A Terrifying True Story
  - deutsch: Hot Zone. Tödliche Viren aus dem Regenwald, übersetzt von Sebastian Vogel, Droemer Knaur, München 1995, ISBN 3-426-26838-8
- 1998: The Cobra Event (Cobra)
- 2002: The Demon in the Freezer (Superpox: Tödliche Viren aus den Geheimlabors)
- 2003: The Boat of Dreams (Das Boot der Träume)
- 2007: The Wild Trees: A Story of Passion and Daring (Die roten Riesen: Eine Geschichte von Leidenschaft und Wagemut)
- 2007: The Best American Science and Nature Writing (als Herausgeber)
- 2008: Panic in Level 4
- 2011: Micro (Vollendung des letzten, begonnenen Buches von Michael Crichton)